# Une histoire du cinéma israélien
Pour plus de détails, voir Fiche technique et Distribution.
Une histoire du cinéma israélien (היסטוריה של הקולנוע ישראלי, Historia Shel Hakolnoah Israeli) est un documentaire franco-israélien réalisé par Raphaël Nadjari, sorti en 2009. 
Produit par Arte France et Zadig Productions le film a été diffusé à la télévision sur Arte en deux parties les 18 et 21 mai 2009. 
Après sa trilogie américaine (The Shade, I Am Josh Polonski's Brother, Apartment #5C), après Avanim et Tehilim, ce documentaire poursuit le travail de Raphaël Nadjari en Israël.

## Sujet
Bannissant tout commentaire en voix off pour privilégier la parole de nombreux témoins, acteurs à divers titres et spécialistes du cinéma, Raphaël Nadjari retrace la trajectoire du cinéma israélien, depuis les films de propagande au service du sionisme, directement inspirés par le  cinéma révolutionnaire soviétique, jusqu'à un art hautement critique, en questionnement permanent sur sa réalité historique, culturelle et sociale.
Ce jeune État, cette jeune société, ont vécu sans cesse sous la pression d'événement massifs et profonds, comme l'extermination des juifs d'Europe, et les vagues d'émigration successives, l'implication dans différentes guerres depuis la fin de la Seconde guerre mondiale, les mouvements sociaux de la modernité aux prises avec les traditions religieuses, en particulier autour de la condition de la femme, la disparition de l'utopie socialiste et les problèmes posée par l'intégration sociale et politique de Tsahal ou l'occupation des territoires palestiniens.
Excluant pratiquement tout recours aux  archives d'actualités et aux films purement documentaires, ce travail de trois heures et demie interroge la fonction même du cinéma dans une société jeune et déchirée en montant les témoignages avec des extraits de films de fiction: vingt-neuf  titres dans la première partie (1932-1978), et vingt-six dans la seconde (1978-2007).

## Fiche technique
- Titre français : Une histoire du cinéma israélien
- Titre israélien : היסטוריה של הקולנוע ישראלי  (Historia Shel Hakolnoah Israeli)
- Réalisation : Raphaël Nadjari
- Montage :  Sean Foley
- Entretiens et recherches : Shani Littman, Keren Cohen
- Langue originale : hébreu
- Producteur : Bruno Nahon, Amir Feingold, Paul Rozenberg
- Pays :  France |  Israël
- Genre : documentaire
- Durée : 329 minutes
- Dates de sortie : Première partie : 18 mai 2009 — Deuxième partie : 21 mai 2009 sur Arte ( France).

## Participants
Par ordre alphabétique, acteurs et actrices du cinéma, du théâtre et de la télévision, cinéastes, scénaristes, historiens, historiennes et critiques du cinéma, producteurs, et professeurs: Naftali Alter, Mohammed Bakri, Uri Barbash, Michal Bat-Adam, Haim Bouzaglo, Joseph Cedar, Salim Daw, Nissim Dayan, Shmulik Duvdevani, Ronit Elkabetz, Savi Gabizon, Amos Gitai, Menahem Golan, Eitan Green, Pr Nurith Gertz, Amir Harel, Avraham Heffner, Nachman Ingbar, Moshe Ivgy, Uri Klein, Dover Kosashvili, Ram Loevi, Moshé Mizrahi, Avi Mograbi, Yael Munk, Yehuda Judd Ne'eman, Avi Nesher, Shuli Rand, Ze'ev Revach, Marek Rozenbaum, Renen Schor, Ariel Schweitzer, David Wachsmann, Keren Yedaya.

## Distinctions
- Présenté, hors compétition, au Forum du Festival international du film de Berlin 2009.

## Analyse

### Première partie: 1932-1978
Cette période est dominée par le projet sioniste: il s'agit de créer un homme nouveau sur la terre d'Israël, maître de la nature et de son destin et qui tournera le dos aux traditions religieuses. Très logiquement, mis devant la même nécessité historique que le cinéma des bolcheviks, celui des kibboutzniks s'inspirera du cinéma révolutionnaire européen, et singulièrement du soviétique: pour les uns comme pour les autres, il s'agit de fonder une nation et le cinéma sera considéré comme un puissant moyen de forger cette identité nationale.
Dès l'invention du cinéma (1896), dont il faut souligner qu'il est contemporain de la  naissance du sionisme, il y eut une production en terre de Palestine. Le film ouvre son exploration du muet par Oded l’errant (1933) de Chaim Halachmi, considéré comme le premier film de fiction israélien: un enfant perdu erre jusqu'à ce que des bédouins le ramènent dans son village.
Puis c'est Avodah, documentaire-fiction réalisé en 1935 par Helmar Lerski les premiers pionniers juifs font jaillir l'eau du sol, un thème dont nous retrouverons l'amer (et optimiste malgré tout) pendant à la fin de la seconde partie dans Soif (Atash-Thirst) de Tawfik Abu Wael, ou les efforts d'une famille palestinienne déplacée pour trouver ou détourner de l'eau.
La seconde guerre mondiale confronte la nation naissante aux conséquences de l'extermination des Juifs d'Europe. Ainsi, un autre documentaire-fiction, The Illegals (1947) de Meyer Levin, suit un couple de Juifs polonais, depuis l'insurrection du Ghetto de Varsovie à l'immigration illégale en Palestine, en passant par l'internement dans un camp anglais à Chypre. Ce film, comme La colline 24 ne répond plus (1955) de Thorold Dickinson centré sur la guerre de 1948 et le rôle de l’ONU, ou They were ten (1961) de Baruch Dienar, demeurent, certes des films militants, mais ils inventent des héros qui ne se bornent plus à être figures d'un projet collectif et prennent épaisseur individuelle.
L'afflux de nouvelles populations transforme irrésistiblement Israël en une société multiculturelle, qui ne connaît pas la langue nationale. Dès cette époque, le premier ministre Ben Gourion veut utiliser le cinéma comme un vecteur de cohésion sociale, toujours sur le schéma sioniste militant  et permettant la diffusion rapide et massive de l'hébreu chez les nouveaux arrivants. Le succès international d'Exodus (1960), le film d'Otto Preminger, va finir de convaincre Ben Gourion d'agir dans ce  sens.
Plus particulièrement, les années Soixante voient affluer les juifs sépharades venus des pays arabes. S'ouvre alors une "guerre culturelle" — selon l'expression consacrée — entre l'establishment européen et cette population récemment immigrée en butte à de réels obstacles à l'intégration, qui va se traduire par un cinéma comique, populaire et commercial, dit Bourekas (en), du nom d'une pâtisserie orientale. Le Hongrois Ephraïm Kishon inaugure le genre avec un énorme succès, par son film Sallah Shabati (1964): craignant de voir l'image de son pays ternie, le premier ministre Golda Meir tente, en vain, de l'interdire à l'exportation. De  El Dorado (1962) et Kazablan (1974) de Menahem Golan à La Maison de la rue Chelouche (1973) de Moshé Mizrahi, s'impose aussi le style hollywoodien.
Mais l'embourgeoisement développe le courant dit de la "Nouvelle sensibilité" proche des modèles européens d'alors, de la Nouvelle Vague française en particulier, qui prend ses distances avec les valeurs sionistes pour affirmer un cinéma plus intime : Uri Zohar tourne par exemple Un trou dans la lune (1964), l'histoire d'un film tourné dans le désert, métaphore critique du projet sioniste. Après son dernier film en 1977, Zohar deviendra rabbin orthodoxe. Ou encore les films autobiographiques, comme Le Journal (1973-1985) de David Perlov.
La politisation ne perd pourtant pas ses droits: la Guerre des Six Jours (juin 1967), favorise un cinéma qui réfléchit sur les valeurs viriles, et la guerre comme ultime porteuse de sens : Ainsi par exemple He walked through the fields de Yossef Millo en 1967.
1977 voit, pour la première fois dans l'histoire de l'État, la droite arriver au pouvoir. C'est un tournant aussi pour le cinéma qui devient ouvertement critique. Cette même année, dans Les Parachutistes, Yehuda Judd Ne’eman remet en cause le rôle de Tsahal et, en 1978, le directeur de l’unité Fiction de la télévision israélienne, Ram Loevi, est interdit d'antenne pour son film Hirbeth Hizaa: c'est la première fois que la guerre israélo-arabe de 1948-1949 est racontée du point de vue des Palestiniens. Le film sera censuré pendant quatre ans.

### Deuxième partie: 1978-2007
La découverte en Europe du cinéma israélien s'est surtout opérée par des films appartenant à cette seconde période. Ainsi des films d'Amos Gitaï, comme  Kadosh (sélection à Cannes en 1999), Kippour (2000), Kedma (2002) ou Alila (2003); avec Mon trésor de Keren Yedaya qui a obtenu une Caméra d'or au Festival de Cannes en 2004; avec l'actrice Ronit Elkabetz, réalisatrice avec son frère Schlomi de Prendre femme (2004) et Shiv'ah (2008); ou encore avec, d'Ari Folman, le film d'animation Valse avec Bachir, couvert de distinctions dans différents festivals mais qui, comme il est de 2008, ne peut avoir été pris en compte dans le documentaire, ou enfin Pour un seul de mes deux yeux (2005) du subversif Avi Mograbi, membre du comité de parrainage du Tribunal Russell sur la Palestine.
S'attachant à nous faire découvrir un cinéma très divers et très riche, cette seconde partie préfère ne pas se centrer sur le succès international récent du cinéma israélien, pour s'attarder davantage sur des auteurs et des films méconnus mais importants.
Il n'est pas indifférent que cette seconde partie débute par un extrait de The Wooden Gun, un film de Ilan Musinzon (1977), où un maître d'école sermonne ses élèves qui viennent de blesser un de leurs camarades: les enfants échangent rires sous cape et sourires entendus tandis que le maître rappelle emphatiquement les valeurs du sionisme, et les sacrifices historiques consentis. D'une certaine façon, cette séquence est l'écho de celle qui ouvre la première partie — et ce n'est certainement pas un hasard puisque ce film est américain, donc théoriquement hors sujet —: The Light ahead de Henry Felt et Edgar George Ulmer (1939), où, tel Job, un vieux Juif d’Odessa interpelle Dieu en yiddish sur les persécutions de son peuple.
1978, c'est aussi la date de la création du Fonds d’aide "au cinéma de qualité". Si ce fonds favorisa puissamment l'émergence du ce type de cinéma (comparable en France à des dénominations comme « cinéma d'art et d'essai » ou « cinéma d'auteur ») il induisit aussi en Israël plus tôt qu'ailleurs et peut-être plus violemment, des effets plus pervers, contribuant à vider les salles, au profit d'une télévision certainement plus consensuelle et qui n'attendait que cette occasion pour capter les publics traditionnels du cinéma populaire de la période précédente.
La première partie nous avait laissés sur la naissance d'un cinéma politique critique. Il va s'épanouir dans la seconde période, et l'histoire politique et militaire va le nourrir et le diversifier encore :
Les fractures de la société israélienne ne sont plus seulement les tensions culturelles entre sépharades et ashkénazes, mais le temps qui passe a développé des conflits de générations spécifiques entre les anciens venus s'installer après l'exil et les Sabra, c'est-à-dire ceux des Israéliens qui sont nés en Israël. C'est ce tournant qu'illustre Transit (1980) de Daniel Waschmann — qui disait du sionisme que “Le rêve était brisé dès le début”—: c'est l'histoire d'un Allemand qui a fui le nazisme mais qui, n'ayant jamais trouvé ici sa place, veut retourner en Allemagne et se confronte à son fils, qui se sent parfaitement intégré à sa terre natale.
Mais c'est surtout dans la brèche ouverte par Ram Loevi, dont nous parlions plus haut, que les auteurs vont s'engouffrer pour faire des relations conflictuelles entre juifs et arabes le thème majeur de ce nouveau cinéma, qui emploiera désormais avec facilité des acteurs arabes dans des premiers rôles. Les conflits ne reflètent pas seulement les antagonismes politiques et sociaux, ils sont incarnés de façon nuancée jusque dans les vies amoureuses. Ainsi, dans Hamsin (1982), Daniel Waschmann rêve d'une fraternisation possible entre les deux communautés et Nissim Dayan filme dans  On a narrow bridge (1985) une sorte de transposition d'un Roméo et Juliette israélo-palestinien. Ou bien encore Uri Barbash dans Derrière les barreaux (1984), réalise un film de prison qui, pour une fois, n'aura pas pour sujet l'évasion, mais l'amitié et la solidarité entre un voleur juif et un militant de l’Organisation de libération de la Palestine.
Les événements du Moyen-Orient nourrissent une violente critique contre Tsahal: ainsi, dans Avanti Popolo (1986) Raffi Bukaee raconte le voyage de deux soldats égyptiens rentrant chez eux après la Guerre des Six Jours. Nous voyons l'extrait ou l’un d’eux reprend le monologue de Shylock dans Le Marchand de Venise: face aux soldats israéliens ainsi mis en accusation, il se présente tout simplement come le nouveau juif. On retrouve sur les thématiques semblables  Eli Cohen avec Ricochets (1986) ou Haim Bouzaglo avec Le Temps des cerises (1991).
La critique antimilitariste devient critique plus générale contre tout l’État, comme dans Déportation (1989) d'Avi Mograbi, titre qui ne doit rien au hasard, traitant de la déportation des militants palestiniens, ou le très violent La Vie selon Agfa (1992) de l'acteur et réalisateur Assi Dayan l’un des fils du général Moshe Dayan, qui dénonce les corruptions de l'État, les pertes de repères de tous, citoyens et gouvernants, pour se terminer par un insoutenable massacre commis par l'armée. Le scandale provoqué par ce film fut grand, d'autant que comme presque tous, il avait été financé par le Fonds d’aide et par la télévision publique.
Vu d'Europe, nous pourrions réduire ce cinéma à ces thèmes, certes majeurs. Le film de Raphaël Nadjari montre qu'il n'en est rien et que la critique de la société israélienne, toujours davantage le fait de jeunes cinéastes, souvent des femmes désormais, formés aux écoles de cinéma et à la télévision avec laquelle ils sont nés, s'étend à tous les problèmes de la vie sociale et familiale: la solitude, la folie, l'oppression ouverte des femmes avec Summer of Aviya (1988) d'Eli Cohen, 1988, ou Aya: imagined autobiography (1994) de l'actrice et réalisatrice Michal Bat-Adam ou Sh'Chur (1994) de Shmuel Hasfari; l'étroitesse ritualisée de la vie familiale et le poids de la religion Mariage tardif (2001) de Dover Kosashvili; ou l’homosexualité avec Hessed Mufla (Amazing Grace, 1992) d'Amos Guttman. Tous problèmes particulièrement épineux en Israël et abordés de front par un cinéma dont la vitalité a peu d'équivalents dans le monde.
C'est pourtant Soif (en arabe, Atash, en anglais, Thirst) (2004), un film palestinien de Tawfik Abu Wael, qui clôt ce riche documentaire: des paysans palestiniens détournent de l'eau, cette même eau qui ouvrait la première partie, dans Avodah le documentaire-fiction de 1935, jaillissante et toujours porteuse de la vie.